# قياس الجمجمة

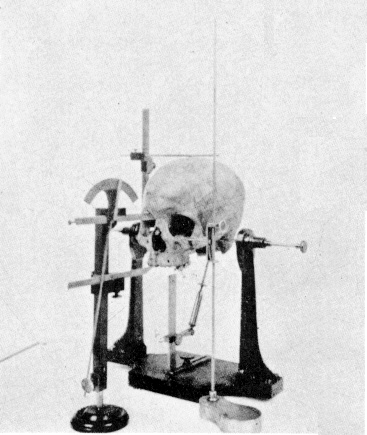
جمجمة بشرية وجهاز قياس من عام 1902.

قياس الجمجمة أو علم قياس الجماجم هو قياس القحف (الجزء الرئيسي من الجمجمة)، وعادةً ما تكون جمجمة الإنسان. وهو فرع من المرآسية، الذي يُعدّ عند البشر فرعًا من قياسات الجسم البشري. وهو يختلف عن علم فراسة الدماغ، وهو علم زائف حاول ربط الشخصية والطباع بشكل الرأس، وعن علم الفراسة، الذي حاول الأمر نفسه بالنسبة لملامح الوجه.
يستخدم علماء الأنثروبولوجيا الفيزيائية والطب الشرعي اليوم قياس الجمجمة لدراسة تطور المجتمعات البشرية، وتحديد أصل البقايا القديمة مثل إنسان كينيويك.